# Morinosaurus
Morinosaurus là một chi khủng long, được Sauvage mô tả khoa học năm 1874.